# 三好公園
三好公園（みよしこうえん）は、愛知県みよし市三好町にある都市公園（総合公園）である。
三好池や各種スポーツ施設を含めた面積は70.4ヘクタール。公園内には約2,000本の桜が植樹されている。
総合体育館では日本ハンドボールリーグの試合が開催されることがある。三好池ではカヌーの各種大会も開催されている。大規模プールの建設も検討されたことがある。

## 沿革
- 1959年 - 三好池竣工。
- 1968年 - 陸上競技場を新設。
- 1969年 - 弓道場を新設。
- 1970年 - プールを新設。
- 1973年 - 交通公園を新設、野球場に夜間照明を設置。
- 1978年 - 三好勤労者体育センターを新設。
- 1984年 - 総合体育館・武道場を新設。
- 1986年 - 野球場に本部席と内野スタンドを設置。
- 1992年 - 三好池トリムコースを整備。
- 1994年 - わかしゃち国体でカヌー競技とハンドボールを開催。
- 2005年 - 複合遊具や健康遊具、芝生広場などを整備。
- 2006年 - プール取り壊し。

## 施設

### 野球場
- 夜間照明

### テニスコート
- 砂入り人工芝コート（6面）
- 夜間照明

### 陸上競技場
- 夜間照明
- トラック競技、サッカー（1面が可能）、ソフトボール（2面が可能）、他

### 総合体育館
- バスケットボール、バレーボール、ハンドボール、柔道場、剣道場、卓球場、トレーニングルーム、他

鉄筋コンクリート4階建て。建築面積:4.508m2、延床面積:7.748m2

### 弓道場
- 1面（近的・遠的）

### その他施設
- 勤労者体育センター、三好池カヌーセンター、芝生広場等がある。
- 駐車場は無料。約100台分ある。
- 屋外にトイレは3ヶ所設置してある。

## イベント
- 1月 - 新春みよし市マラソン駅伝大会
- 4月 - 桜まつり、桜マラソン
- 8月 - 三好池まつり（花火）
- 10月 - みよし市体育祭

## 交通手段
公共交通
- 名古屋市営地下鉄鶴舞線の赤池駅下車。名鉄バス「新屋経由豊田市行」に乗り換え、新屋停留所下車、徒歩10分。
- 名鉄豊田線および三河線の豊田市駅下車。名鉄バス「新屋経由豊田市行」または「新屋経由三好行」に乗り換え、新屋停留所下車、徒歩10分。
- 名鉄豊田線の黒笹駅、三好ヶ丘駅、浄水駅（浄水駅からは一部時間帯を除く）からさんさんバスに乗車。交流路線くろまつくん「明知下公民館行」に乗車の場合、三好公園停留所または新屋停留所下車、徒歩10分。生活路線さつきちゃん「福田児童館行」に乗車の場合、三好池東停留所下車、徒歩5分。

自動車
- 東名高速道路東名三好ICから車で10分